# 4869 Piotrovsky
4869 Piotrovsky este un asteroid din centura principală, descoperit pe 26 octombrie 1989 de Nikolai Cernîh  la Observatorul Astrofizic din Crimeea, iar la 22 februarie 1997 a fost numit în onoarea arheologului Boris Piotrovsky și a orientalistului Mihail Piotrovsky

## Descoperire și denumire
(4869) Piotrovsky A fost descoperit la 26 octombrie 1989 la Nauchnîi de către N. S. Cernîh.
A fost denumit în memoria arheologului remarcabil Boris Borisovici Piotrovsky (1908–1990), care a condus mulți ani Ermitajul din Sankt Petersburg. Numele a fost acordat și în onoarea fiului său, Mihail Borisovici Piotrovsky (n. 1944), un orientalist renumit, care l-a succedat pe tatăl său în funcția de director al Ermitajului.
Denumirea a fost propusă de descoperitor, la recomandarea Institutului de Astronomie Teoretică.

## Caracteristici fizice
Asteroidul aparține clasei taxonomice S.
Conform observațiilor realizate în spectrul vizibil și în infraroșul apropiat de către telescopul spațial NEOWISE, diametrul asteroidului a fost estimat inițial la 6,467 ± 0,044 km, ulterior la 5,44 ± 1,02 km, și apoi la 6,278 ± 0,128 km.
Conform acelorași surse, albedo-ul (reflectivitatea suprafeței) a fost evaluat la valori de:
- 0,2025 ± 0,0376[9],
- 0,26 ± 0,10[10],
- și 0,215 ± 0,030[11].

## Orbită

### Date
| epoca                                | 2025-05-05.0     |
| epoca JD                             | 2460800.5        |
| data perihelionului                  | 2022-08-03.70983 |
| perihelion JD                        | 2459795.20983    |
| argumentul perihelionului (°)        | 217.49645        |
| nod ascendent (°)                    | 96.22153         |
| înclinație (°)                       | 3.54663          |
| excentricitate                       | 0.1745098        |
| distanța perihelionului (UA)         | 1.8447087        |
| Tisserand față de Jupiter            | 3.6              |
| ΔV față de Pământ (km/s)             | 8.4              |
| semiaxa majoră (UA)                  | 2.2346828        |
| anomalie medie (°)                   | 296.60037        |
| mișcare medie zilnică (°/zi)         | 0.29503960       |
| distanța afeliului (UA)              | 2.625            |
| perioadă (ani)                       | 3.34             |
| vector P [x]                         | 0.68995035       |
| vector P [y]                         | -0.64824782      |
| vector P [z]                         | -0.32209204      |
| vector Q [x]                         | 0.72123969       |
| vector Q [y]                         | 0.65345216       |
| vector Q [z]                         | 0.22981207       |
| mărime absolută                      | 13.22            |
| panta fazei                          | 0.15             |
| incertitudine                        | 0                |
| referință                            | E2025-L46        |
| observații utilizate                 | 4635             |
| opoziții                             | 29               |
| lungime arc (zile)                   | 25578            |
| prima opoziție utilizată             | 1955             |
| ultima opoziție utilizată            | 2025             |
| rezidual rms (arc-secunde)           | 0.68             |
| indicator grosier al perturbatorilor | M-v              |
| indicator precis al perturbatorilor  | 003Ek            |
| data primei observații utilizate     | 1955-05-27.0     |
| data ultimei observații utilizate    | 2025-06-05.0     |
| nume computer                        | MPCLINUX         |

#### Distanțele minime de intersecție a orbitei (în UA)
pentru epoca orbitei: 2460800.5, referință: E2025-L46
| Planetă | Distanța |
| ------- | -------- |
| Mercur  | 1.41386  |
| Venus   | 1.11657  |
| Pământ  | 0.83217  |
| Marte   | 0.44778  |
| Jupiter | 2.63024  |
| Saturn  | 6.46682  |
| Uranus  | 15.8271  |
| Neptun  | 27.4117  |

Sursă

### Orbită Grafică

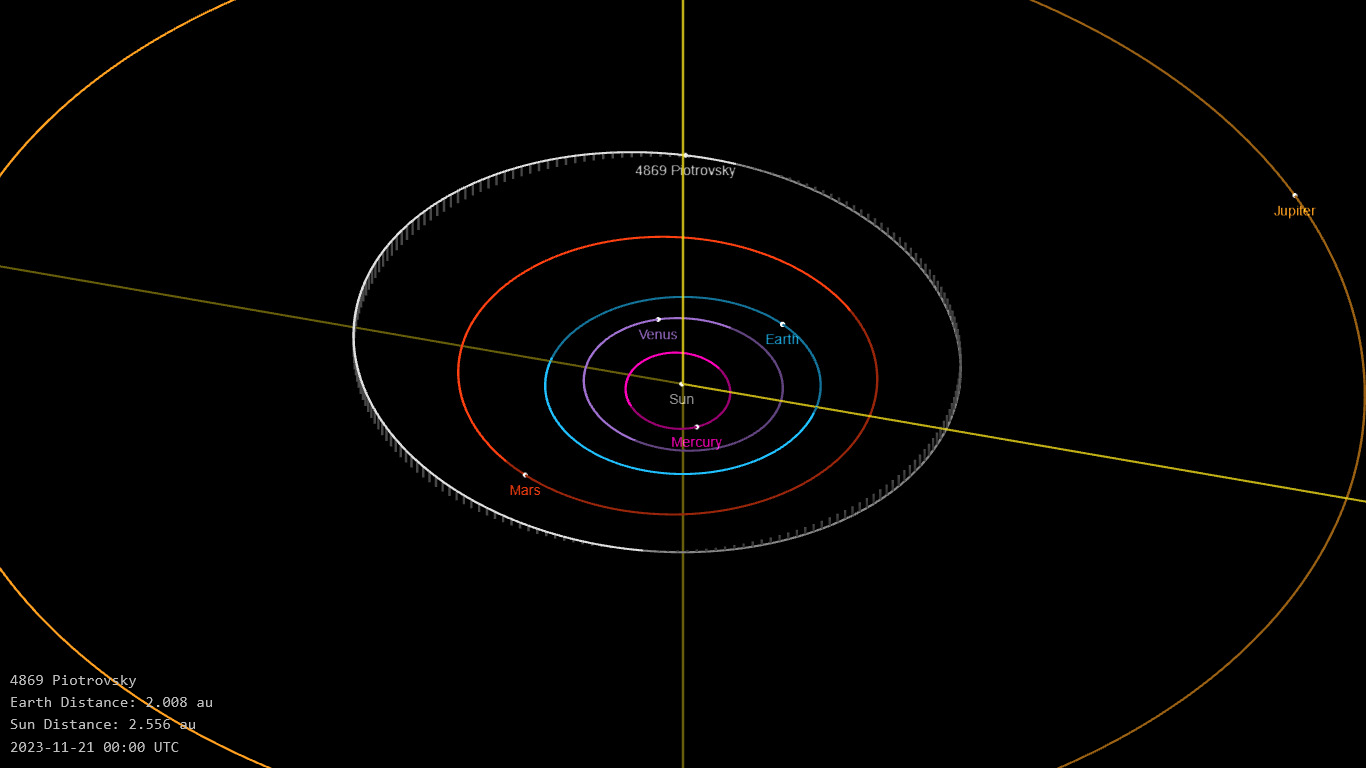
Orbita asteroidului Piotrovsky și poziția sa în Sistemul Solar